# Hold
Hold o Hauld (nórdico antiguo: hǫldr o hauldr; inglés antiguo: hōld.) fue un título nobiliario usado en la Era vikinga en Escandinavia e Inglaterra. Eran terratenientes de élite con una suma de derechos individuales, sobre todo la compensación por violaciones e infracciones. Su clase social era considerada la más importante de un reino cuyos componentes pertenecían a antiguos clanes familiares de hombres libres con posesiones de carácter hereditario. El término era ampliamente usado en Noruega occidental y Trøndelag.
Sir Francis Stenton en su libro Anglo-Saxon England describe el título como «nobles de alto rango», inmediatamente inferior al jarl. Según el Diccionario Oxford de apellidos (Oxford Dictionary of Surnames) quedó algo obsoleto, incluso en los tratados históricos.
Konrad von Maurer, historiador legislativo alemán, realizó un estudio bastante completo sobre este título nobiliario en Noruega y el antiguo reino de Northumbria.